# Jace Amaro
Jace Jordan Amaro (Plano, 26 giugno 1992) è un giocatore di football americano statunitense che ha giocato nel ruolo di tight end nella National Football League (NFL) e dal 2016 è free agent. Fu scelto nel corso del secondo giro (49º assoluto) del Draft NFL 2014. Al college giocò a football coi Texas Tech Red Raiders.

## Carriera universitaria
Amaro giocò a Texas per tre anni dal 2011 al 2013. Nell'Holiday Bowl del 2013, stabilì il nuovo primato della Division I della NCAA per yard ricevute in una stagione da un tight end e a fine gara annunciò che avrebbe saltato l'ultimo anno nel college football per rendersi eleggibile nel Draft NFL. A fine anno fu premiato come All-American.

## Carriera professionistica

### New York Jets
Amaro era classificato come il secondo miglior tight end selezionabile nel Draft 2014 dopo Eric Ebron, venendo pronosticato come una scelta della seconda metà del primo giro da NFL.com. Il 10 maggio fu scelto come 49º assoluto dai New York Jets. Sei giorni dopo firmò un contratto quadriennale. Debuttò come professionista partendo come titolare nella vittoria della settimana 1 contro gli Oakland Raiders in cui ricevette 2 passaggi per 7 yard. Il primo touchdown lo segnò nella settimana 6 contro i Denver Broncos su passaggio di Geno Smith, in una gara in cui guidò i suoi con 68 yard ricevute. A fine anno fu inserito nella formazione ideale dei rookie dalla Pro Football Writers Association dopo avere terminato con 345 yard ricevute e 2 touchdown in 14 presenze.
Dopo avere perso l'intera stagione 2015 per infortunio, il 3 settembre 2016 Amaro fu svincolato dai Jets.

## Palmarès
- PFWA All-Rookie Team - 2014

## Statistiche
| Partite totali      | 14  |
| Partite da titolare | 1   |
| Ricezioni           | 38  |
| Yard ricevute       | 345 |
| Touchdown           | 2   |

Statistiche aggiornate alla stagione 2015